# Uil
Uil (kazašsky Ойыл, rusky Уил) je řeka v Aktobské, Západokazachstánské a Atyrauské oblasti v Kazachstánu. Je 800 km dlouhá. Povodí má rozlohu 31 500 km².

## Průběh toku
Pramení v centrální části Poduralské planiny a ústí do jezera Aktobe, které se nachází v Kaspické nížině. Hlavní přítoky jsou Kiil zprava a Ašiuil zleva.

## Vodní režim
Zdroj vody je převážně sněhový. Maximální průtok vody na dolním toku dosahuje 260 m³/s. V létě se řeka rozpadá na jezírka a stává se mírně slanou. Zamrzá na konci listopadu a rozmrzá na konci března.

## Využití
Voda z řeky se využívá na zavlažování.